# ХК «Сибирь» в сезоне 2010/2011
 Сибирь (Новосибирск) в сезоне 2010/11  — статистика выступлений и деятельность клуба в КХЛ в сезоне 2010/11.

## Итоги прошедшего сезона (2009/10)
По итогам сезона команда Сибирь заняла 9-е место в Восточной конференции КХЛ (4-е место в Дивизионе Чернышёва), тем самым не пробилась в плей-офф кубка Гагарина.
На заседании попечительского совета хоккейного клуба «Сибирь» было принято решение признать результат сезона 2009—2010 гг. неудовлетворительным. Заявление генерального менеджера Канцурова Александра Николаевича о завершении работы в клубе по собственному желанию советом удовлетворено.
C 1-го июля 2010 года в ХК «Сибирь» назначен генеральным менеджером Фастовский Кирилл Валерьевич.
По окончании сезона болельщики в ходе интернет-голосования выбирали лучшего игрока 2009/10 ХК Сибири. Первое место поделили Юрий Ключников и Леош Чермак, набравшие по 94 голоса, на втором месте Владимир Тарасенко — 89 голосов, а на третьем — Игорь Мирнов — 65.:

## Трансферная политика

#### Пришли
| Поз. | Игрок                   | Прежний клуб  |
| ---- | ----------------------- | ------------- |
| Вр   | Стефан Лив              | ХВ-71         |
| Защ  | Александр Хеллстрём     | Лулео         |
| Защ  | Илкка Хейккинен         | Хартфорд, АХЛ |
| Защ  | Андрей Скопинцев        | ХК МВД        |
| Защ  | Вячеслав Белов          | Авангард      |
| Защ  | Артём Носов             | Бейбарыс      |
| Нап  | Юрий Петров             | Лада          |
| Нап  | Александр Черников      | Лада          |
| Нап  | Юрий Буцаев             | Югра          |
| Нап  | Максим Кривоножкин      | Амур          |
| Нап  | Вилле Ниеминен          | Таппара       |
| Нап  | Юнас Энлунд             | Таппара       |
| Нап  | Алексей Заварухин       | Трактор       |
| Нап  | Артём Ворошило          | ХК ВМФ        |
| Нап  | Константин Богдановский | Торос         |

#### Ушли
| Поз. | Игрок               | Новый клуб                  |
| ---- | ------------------- | --------------------------- |
| Вр   | Адам Манро          | Кортина (Кортина-д'Ампеццо) |
| Защ  | Евгений Штайгер     | Металлург Нк                |
| Защ  | Эрик Рейтц          | Ред Булл Зальцбург          |
| Защ  | Владимир Логинов    | Югра                        |
| Защ  | Денис Соколов       | Автомобилист                |
| Нап  | Денис Тюрин         | Югра                        |
| Нап  | Евгений Муратов     | Югра                        |
| Нап  | Михаил Анисин       | Северсталь                  |
| Нап  | Леош Чермак         | Торпедо НН                  |
| Нап  | Егор Миловзоров     | Динамо М                    |
| Нап  | Александр Харитонов | Рубин                       |
| Нап  | Алексей Акифьев     | Рубин                       |
| Нап  | Владимир Маркелов   | ХК Гомель                   |
| Нап  | Евгений Лапин       | Молот-Прикамье              |
| Нап  | Денис Карцев        | Металлург (Жл)              |
| Нап  | Даниил Карпюк       | Арлан (Кокшетау)            |

## Чемпионат Континентальной хоккейной лиги
Команда Сибирь выступает в Дивизионе Чернышёва Восточной конференции.

### Открытый Чемпионат России по хоккею

#### Матчи в сентябре
| Дата     | Место проведения | Команда противника | Счёт                  | Ссылка | Лучшие игроки матча по версии газеты Спорт-Экспресс* |
| -------- | ---------------- | ------------------ | --------------------- | ------ | ---------------------------------------------------- |
| 09.09.10 | В гостях         | Амур               | 5:2 (2-1, 0-0, 3-1)   | отчёт  | Энлунд, Мирнов                                       |
| 10.09.10 | В гостях         | Амур               | 3:2 (2-1, 1-1, 0-0)   | отчёт  | Тарасенко, Лив, Петров                               |
| 13.09.10 | Дома             | Динамо Р           | 3:2 (0-0, 2-2, 1-0)   | отчёт  | Лив, Петров                                          |
| 15.09.10 | Дома             | Динамо-Минск       | 2:4 (0-1, 0-3, 2-0)   | отчёт  | Петров                                               |
| 17.09.10 | Дома             | ЦСКА               | 0:2 (0-0, 0-1, 0-1)   | отчёт  |                                                      |
| 21.09.10 | В гостях         | Салават Юлаев      | 1:5 (0-2, 0-2, 1-1)   | отчёт  |                                                      |
| 23.09.10 | В гостях         | Металлург Мг       | 3:1 (0-0, 3-1, 0-0)   | отчёт  | Ниеминен, Ключников, Кривоножкин                     |
| 25.09.10 | В гостях         | Трактор            | 2:3 (0-0, 1-1, 1-2)   | отчёт  |                                                      |
| 27.09.10 | Дома             | Авангард           | 2:1 (1-1,0-0,0-0,1-0) | отчёт  | Ключников, Мирнов                                    |
| 29.09.10 | В гостях         | Металлург Нк       | 3:1 (2-1, 1-0, 0-0)   | отчёт  | Ниеминен, Ключников, Энлунд                          |

Статистика по итогам месяца:
лучший игрок по системе (гол+пас) — Игорь Мирнов — 10(3+7)
лучший бомбардир — Вилле Ниеминен — 5 шайб
лучший пасующий — Игорь Мирнов — 7 пасов
штрафные минуты — Максим Кривоножкин — 16 минут
лучший показатель полезности — Юрий Петров — плюс 4
худший показатель полезности — Вячеслав Белов и Александр Бойков — минус 5

#### Матчи в октябре
| Дата     | Место проведения | Команда противника | Счёт                     | Ссылка | Лучшие игроки матча по версии газеты Спорт-Экспресс* |
| -------- | ---------------- | ------------------ | ------------------------ | ------ | ---------------------------------------------------- |
| 04.10.10 | Дома             | Амур               | 4:1 (1-1, 2-0, 1-0)      | отчёт  | Мирнов, Тарасенко, Ниеминен                          |
| 06.10.10 | Дома             | Металлург Нк       | 3:2(1-0,1-1,0-1,0-0,1-0) | отчёт  | Тарасенко, Ключников                                 |
| 08.10.10 | Дома             | Барыс              | 1:3 (1-2, 0-1, 0-0)      | отчёт  |                                                      |
| 12.10.10 | Дома             | Ак Барс            | 2:3 (1-0, 0-0, 1-2, 0-1) | отчёт  | Петров                                               |
| 14.10.10 | Дома             | Автомобилист       | 5:2 (1-0, 3-2, 1-0)      | отчёт  | Лив, Петров, Ниеминен                                |
| 16.10.10 | Дома             | Нефтехимик         | 3:2 (2-1, 1-1, 0-0)      | отчёт  | Пуяц, Мирнов                                         |
| 19.10.10 | В гостях         | Барыс              | 1:3 (1-0, 0-3, 0-0)      | отчёт  | Мирнов                                               |
| 21.10.10 | В гостях         | Авангард           | 1:2 (0-1, 1-0, 0-0, 0-1) | отчёт  | Лив                                                  |
| 23.10.10 | В гостях         | Югра               | 2:3 (1-1, 0-1, 1-1)      | отчёт  | Ниеминен                                             |
| 26.10.10 | Дома             | Локомотив          | 5:4(0-1,4-2,0-1,0-0,1-0) | отчёт  | Бойков, Энлунд                                       |
| 28.10.10 | Дома             | Атлант             | 3:1 (1-0, 1-1, 1-0)      | отчёт  | Санников, Тарасенко, Лив                             |
| 30.10.10 | Дома             | Торпедо            | 2:0 (0-0, 0-0, 2-0)      | отчёт  | Белов, Лив, Бойков,                                  |

Статистика по итогам 2-х месяцев:
лучший игрок по системе (гол+пас) — Игорь Мирнов — 20(7+13)
лучший бомбардир — Вилле Ниеминен — 8 шайб
лучший пасующий — Игорь Мирнов — 13 пасов
штрафные минуты — Вилле Ниеминен — 40 минут
лучший показатель полезности — Никита Зайцев и Илкка Хейккинен — плюс 4
худший показатель полезности — Дмитрий Тарасов — минус 8

#### Матчи в ноябре
| Дата     | Место проведения | Команда противника | Счёт                     | Ссылка | Лучшие игроки матча по версии газеты Спорт-Экспресс* |
| -------- | ---------------- | ------------------ | ------------------------ | ------ | ---------------------------------------------------- |
| 02.11.10 | В гостях         | Спартак            | 1:0 (1-0, 0-0, 0-0)      | отчёт  | Лив, Пуяц, Энлунд                                    |
| 04.11.10 | В гостях         | Северсталь         | 4:2 (1-0, 1-1, 2-1)      | отчёт  | Черников, Хейккинен                                  |
| 07.11.10 | В гостях         | СКА                | 1:3 (1-0, 0-1, 0-2)      | отчёт  |                                                      |
| 20.11.10 | Дома             | Динамо (М)         | 2:1 (2-0, 0-0, 0-1)      | отчёт  | Мирнов, Лив                                          |
| 22.11.10 | Дома             | Витязь             | 7:4 (3-2, 2-0, 2-2)      | отчёт  | Пуяц, Мирнов, Хейккинен                              |
| 26.11.10 | Дома             | Салават Юлаев      | 0:3 (0-3, 0-0, 0-0)      | отчёт  | Лив                                                  |
| 28.11.10 | В гостях         | Динамо (Р)         | 2:3 (0-2, 2-1, 0-0)      | отчёт  | Тарасенко                                            |
| 30.11.10 | В гостях         | Динамо-Минск       | 3:2(0-1,1-0,1-1,0-0,1-0) | отчёт  | Ключников, Петров                                    |

Статистика по итогам 3-х месяцев:
лучший игрок по системе (гол+пас) — Игорь Мирнов — 27(9+18)
лучший бомбардир — Вилле Ниеминен — 10 шайб
лучший пасующий — Игорь Мирнов — 18 пасов
штрафные минуты — Вилле Ниеминен — 44 минуты
лучший показатель полезности — Вилле Ниеминен и Илкка Хейккинен — плюс 5
худший показатель полезности — Дмитрий Тарасов — минус 11

#### Матчи в декабре
| Дата     | Место проведения | Команда противника | Счёт                          | Ссылка | Лучшие игроки матча по версии газеты Спорт-Экспресс* |
| -------- | ---------------- | ------------------ | ----------------------------- | ------ | ---------------------------------------------------- |
| 02.12.10 | В гостях         | ЦСКА               | 4:3 (2-1, 2-2, 0-0)           | отчёт  | Мирнов, Бойков                                       |
| 04.12.10 | В гостях         | Авангард           | 2:3 (0-0, 0-1, 2-2)           | отчёт  | Ключников                                            |
| 07.12.10 | Дома             | Трактор            | 4:2 (2-1, 0-0, 2-1)           | отчёт  | Тарасенко, Лив, Пуяц                                 |
| 09.12.10 | Дома             | Металлург Мг       | 5:4 (0-2, 2-0, 2-2, 0-0, 1-0) | отчёт  | Тарасов, Пуяц                                        |
| 11.12.10 | Дома             | Салават Юлаев      | 2:3 (0-0, 1-0, 1-2, 0-1)      | отчёт  | Мирнов                                               |
| 22.12.10 | В гостях         | Металлург Нк       | 5:3 (1-2, 2-0, 2-1)           | отчёт  | Пуяц, Ворошило                                       |
| 24.12.10 | Дома             | Амур               | 1:0 (0-0, 0-0, 1-0)           | отчёт  | Лив, Энлунд                                          |
| 28.12.10 | Дома             | Металлург Нк       | 2:1 (0-0, 0-1, 1-0, 1-0)      | отчёт  | Энлунд, Другов                                       |

Статистика по итогам 4-х месяцев:
лучший игрок по системе (гол+пас) — Игорь Мирнов — 34(13+21)
лучший бомбардир — Игорь Мирнов — 13 шайб
лучший пасующий — Игорь Мирнов — 21 пас
штрафные минуты — Вилле Ниеминен — 50 минут
лучший показатель полезности — Илкка Хейккинен — плюс 6
худший показатель полезности — Дмитрий Тарасов — минус 11

#### Матчи в январе
| Дата     | Место проведения | Команда противника | Счёт                     | Ссылка | Лучшие игроки матча по версии газеты Спорт-Экспресс* |
| -------- | ---------------- | ------------------ | ------------------------ | ------ | ---------------------------------------------------- |
| 03.01.11 | В гостях         | Барыс              | 1:0 (1-0, 0-0, 0-0)      | отчёт  | Ключников, Другов                                    |
| 05.01.11 | В гостях         | Нефтехимик         | 2:3 (0-1, 2-2, 0-0)      | отчёт  | Другов                                               |
| 07.01.11 | В гостях         | Ак Барс            | 1:7 (1-3, 0-1, 0-3)      | отчёт  |                                                      |
| 09.01.11 | В гостях         | Автомобилист       | 4:0 (0-0, 3-0, 1-0)      | отчёт  | Лив, Кривоножкин, Тарасов                            |
| 13.01.11 | Дома             | Авангард           | 2:3 (0-0, 1-1, 1-1, 0-1) | отчёт  | Лив                                                  |
| 15.01.11 | Дома             | Барыс              | 1:3 (1-1, 0-1, 0-1)      | отчёт  |                                                      |
| 17.01.11 | Дома             | Югра               | 1:3 (0-1, 0-0, 1-2)      | отчёт  |                                                      |
| 19.01.11 | В гостях         | Салават Юлаев      | 1:4 (0-1, 1-1, 1-2)      | отчёт  | Тарасенко                                            |
| 21.01.11 | В гостях         | Торпедо            | 3:4 (1-2, 1-1, 1-1)      | отчёт  |                                                      |
| 23.01.11 | В гостях         | Локомотив          | 4:2 (0-2, 2-0, 2-0)      | отчёт  | Хейккинен, Лив                                       |
| 25.01.11 | В гостях         | Атлант             | 2:4 (1-2, 1-1, 0-1)      | отчёт  |                                                      |
| 29.01.11 | Дома             | Северсталь         | 2:4 (0-0, 2-0, 0-4)      | отчёт  | Петров                                               |
| 31.01.11 | Дома             | СКА                | 1:2 (0-2, 0-0, 1-0)      | отчёт  | Ключников                                            |

Статистика по итогам 5-и месяцев:
лучший игрок по системе (гол+пас) — Игорь Мирнов — 36(14+22)
лучший бомбардир — Игорь Мирнов — 14 шайб
лучший пасующий — Игорь Мирнов — 22 паса
штрафные минуты — Вилле Ниеминен — 58 минут
лучший показатель полезности — Илкка Хейккинен, Никита Зайцев — плюс 6
худший показатель полезности — Дмитрий Тарасов, Константин Алексеев — минус 15

#### Матчи в феврале
| Дата     | Место проведения | Команда противника | Счёт                          | Ссылка | Лучшие игроки матча по версии газеты Спорт-Экспресс* |
| -------- | ---------------- | ------------------ | ----------------------------- | ------ | ---------------------------------------------------- |
| 02.02.11 | Дома             | Спартак            | 5:1 (0-0, 3-1, 2-0)           | отчёт  | Бойков, Мирнов, Ниеминен                             |
| 18.02.11 | В гостях         | Витязь             | 1:3 (0-2, 0-1, 1-0)           | отчёт  | Черников                                             |
| 20.02.11 | В гостях         | Динамо (М)         | 1:2 (0-0, 1-0, 0-1, 0-0, 0-1) | отчёт  | Ключников                                            |

* Указываются игроки «Сибири»

### Движение команды по месяцам
| 2 |

| 3 |

| 5 |

| 5 |

| 6 |

| 6 |

| Восточная конференция | Место в таблице |

| Восточная конференция | Место в таблице |

### Дивизион Чернышёва
| М | Команда              | И  | В  | ВО | ВБ | ПО | ПБ | П  | Ш       | ±Ш  | О   | %О   |
| - | -------------------- | -- | -- | -- | -- | -- | -- | -- | ------- | --- | --- | ---- |
| 1 | Авангард             | 54 | 31 | 9  | 2  | 2  | 1  | 9  | 176-120 | 56  | 118 | 72.8 |
| 2 | Салават Юлаев        | 54 | 29 | 5  | 4  | 4  | 0  | 12 | 210-144 | 66  | 109 | 67.2 |
| 3 | Сибирь (Новосибирск) | 54 | 22 | 2  | 4  | 1  | 4  | 21 | 133-131 | 2   | 83  | 51.2 |
| 4 | Барыс                | 54 | 20 | 2  | 2  | 6  | 3  | 21 | 155-152 | 3   | 77  | 47.5 |
| 5 | Амур                 | 54 | 13 | 1  | 1  | 3  | 4  | 32 | 112-173 | -61 | 50  | 30.8 |
| 6 | Металлург Нк         | 54 | 8  | 1  | 3  | 4  | 5  | 33 | 105-186 | -81 | 41  | 25.3 |

### Конференция Восток
| М  | Команда              | И  | В  | ВО | ВБ | ПО | ПБ | П  | Ш       | ±Ш  | О   | %О   |
| -- | -------------------- | -- | -- | -- | -- | -- | -- | -- | ------- | --- | --- | ---- |
| 1  | Авангард             | 54 | 31 | 9  | 2  | 2  | 1  | 9  | 176-120 | 56  | 118 | 72.8 |
| 2  | Ак Барс              | 54 | 29 | 2  | 3  | 5  | 3  | 12 | 181-133 | 48  | 105 | 64.8 |
| 3  | Салават Юлаев        | 54 | 29 | 5  | 4  | 4  | 0  | 12 | 210-144 | 66  | 109 | 67.2 |
| 4  | Металлург Мг         | 54 | 27 | 1  | 5  | 3  | 4  | 14 | 167-141 | 26  | 100 | 61.7 |
| 5  | Югра                 | 54 | 22 | 0  | 6  | 6  | 3  | 17 | 145-151 | -6  | 87  | 53.7 |
| 6  | Сибирь (Новосибирск) | 54 | 22 | 2  | 4  | 1  | 4  | 21 | 133-131 | 2   | 83  | 51.2 |
| 7  | Барыс                | 54 | 20 | 2  | 2  | 6  | 3  | 21 | 155-152 | 3   | 77  | 47.5 |
| 8  | Нефтехимик           | 54 | 22 | 1  | 2  | 1  | 2  | 26 | 159-162 | -3  | 75  | 46.2 |
| 9  | Трактор              | 54 | 14 | 6  | 2  | 5  | 1  | 26 | 142-166 | -24 | 64  | 39.5 |
| 10 | Автомобилист         | 54 | 10 | 6  | 4  | 2  | 1  | 31 | 134-184 | -50 | 53  | 32.7 |
| 11 | Амур                 | 54 | 13 | 1  | 1  | 3  | 4  | 32 | 112-173 | -61 | 50  | 30.8 |
| 12 | Металлург Нк         | 54 | 8  | 1  | 3  | 4  | 5  | 33 | 105-186 | -81 | 41  | 25.3 |

### Плей-офф Кубка Гагарина

#### Четвертьфиналы конференций
| 24 февраля, 2011 | \| «Салават Юлаев» \| 5 : 2 (1:0, 3:0, 1:2) отчёт \| «Сибирь» \| \| Счастливый П. 06’52" Григоренко И. 22’42" (бол.) Антипов В. 24’39" Григоренко И. 26’45" (бол.) Счастливый П. 41’50" \| Голы \| Белов В. 45’10" (бол.) Ниеминен В. 55’17" (бол.) \| | Уфа-Арена Зрителей: 7950 Судья: Черенков А., Семёнов С. |
| «Салават Юлаев» | 5 : 2 (1:0, 3:0, 1:2) отчёт | «Сибирь»                                                |
| Счастливый П. 06’52" Григоренко И. 22’42" (бол.) Антипов В. 24’39" Григоренко И. 26’45" (бол.) Счастливый П. 41’50" | Голы | Белов В. 45’10" (бол.) Ниеминен В. 55’17" (бол.)        |

Лучшие по версии газеты Спорт-Экспресс: Счастливый (СЮ), Григоренко (СЮ), Торесен (СЮ).
| 25 февраля, 2011                                                          | \| «Салават Юлаев» \| 3 : 1 (0:0, 1:1, 2:0) отчёт \| «Сибирь» \| \| Счастливый П. 29’39" Григоренко И. 42’38" (бол.) Кольцов К. 44’57" (бол.) \| Голы \| Санников С. 24’20" \| | Уфа-Арена Зрителей: 7950 Судья: Черенков А., Семёнов С. |
| «Салават Юлаев»                                                           | 3 : 1 (0:0, 1:1, 2:0) отчёт | «Сибирь»                                                |
| Счастливый П. 29’39" Григоренко И. 42’38" (бол.) Кольцов К. 44’57" (бол.) | Голы | Санников С. 24’20"                                      |

Лучшие по версии газеты Спорт-Экспресс: Григоренко (СЮ), Радулов (СЮ), Ниеминен (Сиб).
| 27 февраля, 2011                     | \| «Сибирь» \| 2 : 6 (1:2, 1:1, 0:3) отчёт \| «Салават Юлаев» \| \| Кутузов А. 04’07" Медведев А. 27’40" \| Голы \| Твердовский О. 02’45" Радулов А. 13’53" Нильссон Р. 34’12" Нильссон Р. 41’39" Григоренко И. 42’45" Козлов В. 44’52" \| | ЛДС «Сибирь» Зрителей: 7500 Судья: Кулаков С., Карабанов С.                                                         |
| «Сибирь»                             | 2 : 6 (1:2, 1:1, 0:3) отчёт | «Салават Юлаев» |
| Кутузов А. 04’07" Медведев А. 27’40" | Голы | Твердовский О. 02’45" Радулов А. 13’53" Нильссон Р. 34’12" Нильссон Р. 41’39" Григоренко И. 42’45" Козлов В. 44’52" |

Лучшие по версии газеты Спорт-Экспресс: Радулов (СЮ), Нильссон (СЮ), Кутузов (Сиб).
| 28 февраля, 2011 | \| «Сибирь» \| 0 : 5 (0:2, 0:2, 0:1) отчёт \| «Салават Юлаев» \| \| \| Голы \| Свитов А. 02’37" Козлов В. 09’21" Радулов А. 34’53" Свитов А. 36’50" Козлов В. 50’49" \| | ЛДС «Сибирь» Зрителей: 7500 Судья: Кулаков С., Карабанов С.                           |
| «Сибирь»         | 0 : 5 (0:2, 0:2, 0:1) отчёт | «Салават Юлаев»                                                                       |
|                  | Голы | Свитов А. 02’37" Козлов В. 09’21" Радулов А. 34’53" Свитов А. 36’50" Козлов В. 50’49" |

Лучшие по версии газеты Спорт-Экспресс: Свитов (СЮ), Колесник (СЮ), Радулов (СЮ).

## Хронология событий
• 02 мая 2010 года главным тренером ХК «Сибирь» назначен Андрей Тарасенко. Для работы в тренерский штаб приглашены Игорь Павлов и Дмитрий Юшкевич
• 07 мая 2010 года был продлён контракт с капитаном команды Александром Бойковым, в прошлом сезоне нападающий стал самым результативным игроком «Сибири» — в 56 матчах он набрал 37 очков (16 + 21). Также был подписан контракт с вратарем сборной Швеции 29-летним вратарем Стефаном Ливом — олимпийским чемпионом и чемпионом мира 2006 года.
• 17 мая 2010 года на официальном сайте ХК Сибирь был опубликован план подготовки команды к новому сезону, из чего следовало, что ежегодный Мемориал А. Белосохова (с 2000 года) в 2010 году проводиться не будет.
• 04 июня 2010 года на драфте юниоров КХЛ клуб выбрал следующих игроков::
| Раунд | № драфта | Поз. | Игрок            | Заигран за клуб                                      |
| ----- | -------- | ---- | ---------------- | ---------------------------------------------------- |
| I     | 1        | Нап  | / Дмитрий Яшкин  | Всетин                                               |
| I     | 8        | Нап  | Томаш Кубалик    | Викториавилль ГЮХЛК                                  |
| II    | 30       | Нап  | Андрей Нестрашил | Викториавилль ГЮХЛК                                  |
| IV    | 80       | Нап  | Марек Виденски   | в августе 2010 г. подписал контракт с Сан-Хосе Шаркс |
| IV    | 92       | Нап  | Андрей Сигарев   | Сибирские снайперы                                   |
| V     | 115      | Защ  | Петер Черешняк   | «Дукла»                                              |
| VI    | 140      | Нап  | Юлиус Юнтилла    | Кярпят                                               |

• ХК Сибирь ознакомила болельщиков с ценовой политикой на билеты и абонементы в сезоне 2010/11: стоимость билетов на один матч от 110 до 1200 рублей, абонементы от 3000 до 30000 рублей.
• 16 июня 2010 года был подписан контракт с нападающим сборной Финляндии Вилле Ниеминеном — обладателем Кубка Стэнли в 2001 году.
• 26 июня на драфте НХЛ Владимир Тарасенко был выбран 16-м в первом раунде командой Сент-Луис Блюз.
• 07 июля 2010 года в офисе ХК «Сибирь» состоялась встреча генерального менеджера Кирилла Фастовского с лидером фанатского движения новосибирского спорта Святославом Зыряновым. На встрече обсуждались вопросы безопасности во время матчей, поддержка хоккейной команды «Сибирь», размещение и проход фанатов в ЛДС «Сибирь», а также ряд других вопросов.
• 09 августа 2010 года помимо Администрации Новосибирской области, ЗАО «Сибирский антрацит» и ОАО «Новосибирскэнерго», совладельцем хоккейного клуба «Сибирь» стала компания «ЭНЕРГОПРОМ» (Управляющая компания ЗАО «ЭНЕРГОПРОМ- МЕНЕДЖМЕНТ»).
• 22 августа 2010 года в рамках Дня Болельщика в ЛДС «Сибирь» состоялся матч, посвященный Памяти Александра Белосохова между «Сибирью» и "Сборной «Сибири» (ветераны новосибирского хоккея). "Сборная «Сибири» обыграла «Сибирь» со счетом 10:4 (2:1, 5:3, 3:0).
• 6 сентября 2010 г. подписан договор о сотрудничестве между хоккейным клубом «Сибирь» и ОАО «Аэропорт Толмачево».
• 6 сентября 2010 г. прошла очередная традиционная встреча игроков и тренеров команды с болельщиками, где генеральный менеджер Кирилл Фастовский озвучил задачу на сезон:

Сегодня на приеме с представителями попечительского совета клуба была поставлена задача на сезон — попасть в плей-офф как можно с более высокого места. 
• 8 сентября 2010 г. по обоюдному согласию сторон был расторгнут контракт с нападающим Вячеславом Трухно, который прошёл с командой предсезонную подготовку.
• 13 сентября 2010 г. на первом домашнем матче были представлены сразу два талисмана: Мишке № 1 будет помогать Мишка 1/2. В помощь большому медведю появился маленький мишка в исполнении игрока «Сибири-99» Валерия Конюка.
• 13 сентября 2010 г. отдел статистики и аналитики Центрального информационного бюро КХЛ определила лауреатов первой недели Чемпионата. Лучшим новичком недели признан Степан Санников. В двух матчах на его счету один гол и показатель полезности «плюс 1».:
• 04 октября 2010 г. отдел статистики и аналитики Центрального информационного бюро КХЛ определила лауреатов четвертой недели Чемпионата. Лучшим вратарем признан Юрий Ключников. В двух матчах он отразил 95,9 % бросков и добился коэффициента надежности 0,98.
• 04 октября 2010 г. Артём Носов переведен в фарм-клуб «Сибири» — Зауралье из Кургана, для получения игровой практики.
• 16 октября 2010 г. Тренер команды Игорь Павлов принял предложение стать главным тренером ХК «Спартак».
• 22 октября 2010 г. Артём Носов возвращён в «Сибирь» из фарм-клуба — Зауралье из Кургана.
• 25 октября 2010 г. по обоюдному согласию был расторгнут контракт между ХК «Сибирь» и Андреем Скопинцевым. Также клуб отправил в фарм-клуб Юрия Буцаева с выставлением игрока на драфт отказов.
• 01 ноября 2010 г. отдел статистики и аналитики Центрального информационного бюро КХЛ определила лауреатов восьмой игровой недели Чемпионата. Лучшим вратарем признан Стефан Лив. В трёх матчах он пропускал 0,74 гола (один «сухой» матч) за игру и отразил 97,1 % бросков.
• 11 ноября 2010 г. ХК «Сибирь» подписал договор с ХК «Атлант» о переходе нападающего Виктора Другова. Контракт хоккеиста будет действовать до конца сезона 2011/2012.
• 22 ноября 2010 г. начало матча между командами «Сибирь» и «Витязь» было задержано на 40 минут из-за проблем с электроснабжением. Задержка времени начала матча произошла из-за технологического нарушения на электроподстанции, обслуживающей, помимо нескольких районов города, Ледовый дворец «Сибирь». Авария привела к обесточиванию Ледового дворца спорта «Сибирь» с 18:15 до 18:55 местного времени. Департамент проведения соревнований Континентальной хоккейной лиги, учитывая форс-мажорный характер обстоятельств, приведших к задержке начала игры, принял решение не подвергать ХК «Сибирь» штрафным санкциям, предусмотренным Дисциплинарным регламентом Лиги.
• 14 декабря 2010 г. ХК «Сибирь» подписал контракт с защитником Виталием Меньшиковым до окончания сезона 2011/2012. В нынешнем сезоне играл за команду Волжска «Ариаду-Акпарс». В настоящее время Меньшиков отправился в фарм-клуб «Сибири» — «Зауралье» (Курган) для набора игровой формы.
• 06 января 2011 г. на чемпионате мира среди молодёжи 2011 года Владимир Тарасенко (капитан сборной) обыграв в финале сборную Канады вместе с командой стал чемпионом мира.
• 31 января 2011 г. ХК «Сибирь» подписал контракт с нападающим Алексеем Медведевым, в нынешнем сезоне играл за команду Динамо (М) и с защитником Кириллом Сафроновым из Нефтехимика.
• 31 января 2011 г. ХК «Сибирь» по обоюдному согласию расторг контракт с защитником Михаилом Черновым, он продолжит свою карьеру в Спартаке.
• 24 февраля 2011 г. Хоккейный клуб «Сибирь» продлил контракты на сезон 2011/2012 гг. с тренерским штабом команды: главный тренер — Тарасенко А. В., старший тренер — Юшкевич Д. С., тренер — Капкайкин К. Г.
• 28 февраля 2011 г. «Сибирь» завершила сезон уступив «Салавату Юлаеву» в четвертом матче 1/4 финала конференции «Восток». Таким образом, «Салават Юлаев» одержал победу в серии 4:0.
• 17 марта 2011 г. По окончании сезона болельщики в ходе интернет-голосования на официальном сайте «Сибири» выбирали лучшего хоккеиста прошедшего сезона. Победителем стал Стефан Лив — набрал 283 голоса, на втором месте Вилле Ниеминен — 202, а на третьем — Игорь Мирнов — 181.
• май 2011 г. На проходившем в Братиславе чемпионате мира по хоккею принимали участие два игрока «Сибири»: 1) Владимир Тарасенко (Россия): 6 игр, 1 очко (1+0), показатель полезности: −3, время на льду, в среднем за игру: 6:44.; 2) Георгий Пуяц (Латвия): 6 игр, 3 очка (2+1), показатель полезности: +2, время на льду, в среднем за игру: 20:40 — первое в команде.

## Состав с начала сезона
| №  | Имя                     | Поз | И  | Г   | П  | Очки | Штр | ПП*  | Примечание                     |
| -- | ----------------------- | --- | -- | --- | -- | ---- | --- | ---- | ------------------------------ |
| 1  | Стефан Лив              | Врт | 42 | -97 |    |      |     | 2.22 |                                |
| 35 | Юрий Ключников          | Врт | 20 | -51 |    |      |     | 2.74 |                                |
| 2  | Вячеслав Белов          | Защ | 53 | 5   | 16 | 21   | 24  | -12  |                                |
| 5  | Кирилл Сафронов         | Защ | 6  | 0   | 0  | 0    | 18  | -1   | 31.01.11 пришёл в команду      |
| 7  | Александр Хеллстрем     | Защ | 49 | 0   | 2  | 2    | 47  | -16  |                                |
| 20 | Константин Алексеев     | Защ | 55 | 1   | 3  | 4    | 32  | -18  |                                |
| 22 | Никита Зайцев           | Защ | 44 | 0   | 2  | 2    | 14  | +1   |                                |
| 34 | Артём Носов             | Защ | 22 | 0   | 1  | 1    | 4   | -3   | 04-22.10.10 играл в фарм-клубе |
| 45 | Александр Кутузов       | Защ | 57 | 6   | 13 | 19   | 38  | -10  |                                |
| 48 | Максим Игнатович        | Защ | 2  | 0   | 0  | 0    | 0   | 0    | игрок «Сибирских снайперов»    |
| 49 | Илкка Хейккинен         | Защ | 53 | 7   | 15 | 22   | 37  | -5   |                                |
| 71 | Андрей Скопинцев        | Защ | 10 | 0   | 0  | 0    | 4   | +2   | ушёл 25.10.10                  |
| 77 | Михаил Чернов           | Защ | 26 | 3   | 0  | 3    | 10  | +4   | ушёл 31.01.11                  |
| 81 | Георгий Пуяц (А)        | Защ | 53 | 8   | 13 | 21   | 58  | -3   |                                |
| 8  | Вилле Ниеминен          | Нап | 57 | 13  | 24 | 37   | 62  | 0    |                                |
| 10 | Игорь Мирнов            | Нап | 57 | 16  | 26 | 42   | 32  | -4   |                                |
| 17 | Дмитрий Тарасов         | Нап | 47 | 0   | 9  | 9    | 20  | -19  |                                |
| 18 | Юрий Петров (А)         | Нап | 58 | 9   | 15 | 24   | 32  | -3   |                                |
| 19 | Алексей Заварухин       | Нап | 51 | 5   | 11 | 16   | 44  | -8   |                                |
| 26 | Юнас Энлунд             | Нап | 55 | 9   | 15 | 24   | 20  | -5   |                                |
| 27 | Александр Бойков (К)    | Нап | 43 | 9   | 6  | 15   | 34  | -5   |                                |
| 28 | Виктор Другов           | Нап | 32 | 7   | 4  | 11   | 8   | -10  | 11.11.10 пришёл в команду      |
| 37 | Александр Черников      | Нап | 58 | 14  | 7  | 21   | 27  | -9   |                                |
| 39 | Степан Санников         | Нап | 53 | 3   | 3  | 6    | 12  | -3   |                                |
| 46 | Юрий Буцаев             | Нап | 7  | 0   | 0  | 0    | 2   | -2   | 25.10.10 переведен в фарм-клуб |
| 47 | Константин Богдановский | Нап | 40 | 4   | 0  | 4    | 12  | -5   |                                |
| 50 | Максим Кривоножкин      | Нап | 58 | 4   | 9  | 13   | 60  | -10  |                                |
| 58 | Алексей Медведев        | Нап | 6  | 1   | 0  | 1    | 0   | -4   | 31.01.11 пришёл в команду      |
| 88 | Артём Ворошило          | Нап | 33 | 1   | 1  | 2    | 12  | 0    |                                |
| 91 | Владимир Тарасенко      | Нап | 45 | 10  | 10 | 20   | 8   | -1   |                                |

- ПП — показатель полезности

Главный тренер — Андрей Тарасенко
Тренеры — Дмитрий Юшкевич. Игорь Павлов ушёл 16.10.2010 г.
Тренер вратарей — Константин Капкайкин